# Pierrefonds
|  | Per a altres significats, vegeu «Castell de Pierrefonds». |

Pierrefonds és un municipi francès al departament de l'Oise i a la regió dels Alts de França. L'any 2007 tenia 2.033 habitants. Al terme comunal hi ha el Castell de Pierrefonds.

## Demografia

### Població
El 2007 la població de fet de Pierrefonds era de 2.033 persones. Hi havia 730 famílies de les quals 216 eren unipersonals (108 homes vivint sols i 108 dones vivint soles), 195 parelles sense fills, 259 parelles amb fills i 60 famílies monoparentals amb fills.
La població ha evolucionat segons el següent gràfic:

### Habitatges
El 2007 hi havia 885 habitatges, 757 eren l'habitatge principal de la família, 73 eren segones residències i 55 estaven desocupats. 724 eren cases i 146 eren apartaments. Dels 757 habitatges principals, 549 estaven ocupats pels seus propietaris, 194 estaven llogats i ocupats pels llogaters i 13 estaven cedits a títol gratuït; 33 tenien una cambra, 84 en tenien dues, 123 en tenien tres, 156 en tenien quatre i 361 en tenien cinc o més. 504 habitatges disposaven pel capbaix d'una plaça de pàrquing. A 335 habitatges hi havia un automòbil i a 337 n'hi havia dos o més.

### Piràmide de població
La piràmide de població per edats i sexe el 2009 era:
| Homes | Edats   | Dones |
| ----- | ------- | ----- |
| 0     | 95 o +  | 4     |
| 0     | 90 a 94 | 8     |
| 8     | 85 a 89 | 24    |
| 0     | 80 a 84 | 12    |
| 36    | 75 a 79 | 52    |
| 20    | 70 a 74 | 60    |
| 44    | 65 a 69 | 20    |
| 36    | 60 a 64 | 60    |
| 32    | 55 a 59 | 20    |
| 80    | 50 a 54 | 56    |
| 72    | 45 a 49 | 28    |
| 124   | 40 a 44 | 112   |
| 64    | 35 a 39 | 88    |
| 64    | 30 a 34 | 60    |
| 76    | 25 a 29 | 36    |
| 48    | 20 a 24 | 32    |
| 56    | 15 a 19 | 60    |
| 92    | 10 a 14 | 68    |
| 140   | 5 a 9   | 68    |
| 56    | 0 a 4   | 40    |

## Economia
El 2007 la població en edat de treballar era de 1.338 persones, 916 eren actives i 422 eren inactives. De les 916 persones actives 829 estaven ocupades (453 homes i 376 dones) i 88 estaven aturades (45 homes i 43 dones). De les 422 persones inactives 88 estaven jubilades, 173 estaven estudiant i 161 estaven classificades com a «altres inactius».

### Ingressos
El 2009 a Pierrefonds hi havia 729 unitats fiscals que integraven 1.878,5 persones, la mediana anual d'ingressos fiscals per persona era de 22.146 €.

### Activitats econòmiques
Dels 93 establiments que hi havia el 2007, 3 eren d'empreses alimentàries, 4 d'empreses de fabricació d'altres productes industrials, 9 d'empreses de construcció, 16 d'empreses de comerç i reparació d'automòbils, 3 d'empreses de transport, 16 d'empreses d'hostatgeria i restauració, 3 d'empreses d'informació i comunicació, 2 d'empreses financeres, 5 d'empreses immobiliàries, 16 d'empreses de serveis, 9 d'entitats de l'administració pública i 7 d'empreses classificades com a «altres activitats de serveis».
Dels 23 establiments de servei als particulars que hi havia el 2009, 1 era una oficina de correu, 1 una oficina bancària, 1 taller de reparació d'automòbils i de material agrícola, 1 paleta, 2 fusteries, 2 lampisteries, 2 electricistes, 1 empresa de construcció, 2 perruqueries, 1 veterinari, 8 restaurants i 1 agència immobiliària.
Dels 9 establiments comercials que hi havia el 2009, 2 eren botiges de menys de 120 m², 3 fleques, 2 carnisseries, 1 una peixateria i 1 una llibreria.
L'any 2000 a Pierrefonds hi havia 6 explotacions agrícoles.

## Equipaments sanitaris i escolars
El 2009 hi havia un psiquiàtric i una farmàcia.
El 2009 hi havia una escola elemental.

## Poblacions properes
El següent diagrama mostra les poblacions més properes.